# Печегда
Пе́чегда — река в Большесельском и Тутаевском районах Ярославской области. Правый приток Волги.

## Описание
На карте А. И. Менде река носит название Печехта.
Длина реки 46 км, площадь водосборного бассейна 328 км². Вместе с реками Могза, Пахма, Вондель и Курбица образует крупный гидрографический узел Ильинско-Раменских высот.
Исток в Вареговом болоте (ранее исток находился к северу от деревни Варегово, расположенной у южного края болота, однако с 1930-х годов в болоте велась активная торфодобыча и в настоящее время оно покрыто сетью осушительных каналов, в которых теряется исток реки). Течёт преимущественно на северо-восток по территории, покрытой хвойными и смешанными лесами, а также по открытым и местами заболоченным участкам суши.
Протекает через посёлок Чёбаково. Впадает в Горьковское водохранилище в посёлке Константиновский, протекая между жилыми массивами и Ярославским нефтеперерабатывающим заводом. Устье по правому берегу в 2656 км от устья Волги.
Крупнейшие притоки (левые): Талица, Ципинка и Лиховодка.
В бассейне также находятся населённые пункты Никульское, Шельшедом, Судилово, Каюрово и другие.
Сложная экологическая ситуация, нарушение норм содержания животноводческих хозяйств в последние годы привели к обеднению речного биоценоза и массовой гибели рыбы.

## Гидрография
В речную систему Печегды входят 18 рек. Характер питания смешанный, с преобладанием снегового. Средний расход воды — 2,50 м³/с. Высота истока — 125 м над уровнем моря.
Ширина реки в среднем течении 10-15 метров, в устьевой части расширяется до 30-40 метров. Цветность воды охристая, что, в частности, обусловлено пролеганием русла через суглинистые моренные отложения. В районе посёлка Чёбаково на реке находится один из 25 гидрологических постов области.

## Данные водного реестра
По данным государственного водного реестра России относится к Верхневолжскому бассейновому округу, водохозяйственный участок реки — Волга от Рыбинского гидроузла до города Кострома, без реки Кострома от истока до водомерного поста у деревни Исады, речной подбассейн реки — Волга ниже Рыбинского водохранилища до впадения Оки. Речной бассейн реки — (Верхняя) Волга до Куйбышевского водохранилища (без бассейна Оки).
Код водного объекта в государственном водном реестре — 08010300212110000010538.